# Liste der Einträge im National Register of Historic Places im Lake County (Kalifornien)

Lage des Lake County in Kalifornien

Die Liste der Einträge im National Register of Historic Places im Lake County in Kalifornien führt alle Bauwerke und historischen Stätten im Lake County auf, die in das National Register of Historic Places aufgenommen wurden.

## Legende
| NRHP | Historic Place             |
| NHL  | National Historic Landmark |
| HD   | Historic District          |

## Aktuelle Einträge
| [ 2 ] | Name                                  | Bild                                 | Eintragsdatum                 | Lage                                                                                                | Ort              | Beschreibung |
| ----- | ------------------------------------- | ------------------------------------ | ----------------------------- | --------------------------------------------------------------------------------------------------- | ---------------- | --- |
| 1     | Anderson Marsh Archeological District |                                      | 24. Aug. 1978 ID-Nr. 78000676 | Beide Ufer des Cache Creek zwischen Clear Lake und State Route 53 38° 55′ 49,1″ N, 122° 37′ 44,8″ W | Lower Lake       | Eines der am dichtesten besiedelten Gebiete des prähistorischen Kaliforniens mit über 40 identifizierten archäologischen Stätten, die von vor 10.000 Jahren bis ins frühe 20. Jahrhundert reichen. |
| 2     | Archeological Site No. Ca-Lak-711     |                                      | 25. Mai 1979 ID-Nr. 79000479  | Adresse nicht veröffentlicht                                                                        | Anderson Springs | |
| 3     | Borax Lake-Hodges Archeological Site  | Borax Lake-Hodges Archeological Site | 3. Okt. 1991 ID-Nr. 91001424  | Adresse nicht veröffentlicht                                                                        | Clearlake        | |
| 4     | Cache Creek Archeological District    |                                      | 30. Dez. 1997 ID-Nr. 95001130 | Adresse nicht veröffentlicht                                                                        | Lower Lake       | |
| 5     | Lake County Courthouse                | Lake County Courthouse               | 28. Okt. 1970 ID-Nr. 70000134 | 255 N. Main St. 39° 2′ 34,3″ N, 122° 54′ 54,7″ W                                                    | Lakeport         | |
| 6     | Lakeport Carnegie Library             | Lakeport Carnegie Library            | 10. Apr. 2008 ID-Nr. 08000261 | 200 Park St. 39° 2′ 35,6″ N, 122° 54′ 50,7″ W                                                       | Lakeport         | |
| 7     | Patwin Indian Site                    |                                      | 23. Feb. 1972 ID-Nr. 72000227 | Adresse nicht veröffentlicht                                                                        | Clearlake Oaks   | |